# Betriebsorganisation
Unter Betriebsorganisation wird in der Organisationslehre die planvolle, dauerhafte und allgemeine Ordnung aller in einem Betrieb vorhandenen Produktionsfaktoren zwecks Erfüllung der Unternehmensziele unter Beachtung des Betriebszwecks verstanden.

## Allgemeines
Die Betriebsorganisation ist wissenschaftlich ein Teil der Betriebslehre und praktisch ein Teil der inneren Betriebsgestaltung; als Personalorganisation ist sie ein Teil der Führungslehre, als Kapitalorganisation ein Teil der Unternehmenslehre, und als Arbeitsorganisation gehört sie zur Arbeitslehre. Die Betriebsorganisation beruht auf Regelungen, nach denen der Betriebsprozess wiederholt verlaufen soll. Die REFA versteht hierunter den „Ordnungsrahmen zur Optimierung eines ganzheitlichen, zugleich wirtschaftlichen und menschengerechten Betriebsgeschehens“ In diesem Zusammenhang sind mit der Betriebsorganisation die Aufbau- und Ablauforganisation als Teilgebiete zu verstehen. Als Funktion kann mit der Betriebsorganisation auch eine Organisationseinheit in einem Unternehmen benannt werden.

## Begriffsverwendung
Der Begriff Betriebsorganisation ist vom Begriffsumfang her identisch mit dem Begriff Organisation, schränkt den Begriffsinhalt der Organisation jedoch auf Betriebe ein. Erich Gutenberg schrieb 1951 hierzu: „Wir wollen den Begriff der Betriebsorganisation möglichst eng fassen und unter organisatorischem Vollzuge lediglich die Akte verstehen, welche auf die Realisierung einer durch Planung irgendwie fixierten Ordnung gehen“. Nach Konrad Mellerowicz setzt der Unternehmer zwecks Erzielung einer Kapitalrendite die Produktionsfaktoren Arbeit und Kapital innerhalb der von ihm geschaffenen Betriebsorganisation ein.
Betriebsorganisation ist auch ein Rechtsbegriff des § 111 Nr. 4 BetrVG, wonach der Unternehmer den Betriebsrat über grundlegende Änderungen der Betriebsorganisation, des Betriebszwecks oder der Betriebsanlagen zu unterrichten hat. Eine grundlegende Änderung der Betriebsorganisation ist anzunehmen, wenn eine weitreichende Änderung der Gliederung des Betriebes, ein neues Ordnungsgefüge für die Verbindung von Betriebszweck, Arbeitspersonen und Betriebsanlagen mit dem Ziel einer optimalen Erfüllung der Arbeitsaufgaben geplant ist.